# Smyadovo Cove
Die Smyadovo Cove (englisch; bulgarisch залив Смядово saliw Smjadowo) ist eine 0,9 km breite und 0,85 km lange Bucht an der Westküste von Rugged Island im Archipel der Südlichen Shetlandinseln. Sie liegt nördlich des Ugain Point und südlich des südwestlichen Ausläufers der Halbinsel, die das Kap Sheffield bildet. 
Britische Wissenschaftler kartierten sie 1968, spanische 1992 und bulgarische 2005 sowie 2009. Die bulgarische Kommission für Antarktische Geographische Namen benannte sie 2006 nach der Stadt Smjadowo im Nordosten Bulgariens.